# Museu de Belas Artes de Sevilha
Museu de Belas Artes de Sevilha (em castelhano: Museo de Bellas Artes de Sevilla) é uma das pinacotecas mais importantes de Espanha. Seu acervo é composto principalmente por pintura barroca sevilhana e pintura andaluza do século XIX, destacando-se as coleções de Zurbarán, Murillo e Valdés Leal.

## História
O edifício que abriga o atual Museu de Belas Artes de Sevilha é o antigo convento da Ordem das Mercês. Frei Alonso de Monroy, general da ordem desde 1602, promoveu as obras de reforma do antigo edifício, com base nos projetos do arquiteto Juan de Oviedo y de la Bandera, que começaram em 1603. A igreja conventual, concluída em 1612, se destaca entre suas salas, assim como os claustros articulados ao redor da escadaria imperial, o núcleo central do edifício, e cuja composição teve um grande eco na América.
O outro grande arquiteto associado ao edifício do convento mercedário foi Leonardo de Figueroa, que remodelou o andar superior do Claustro Principal em 1724. A fachada atual do edifício data de 1729. Foi feita pelo pedreiro Miguel de Quintana com um desenho deste artesão e Frei Francisco Bartolomé de Roxas.
Em 1625, o dramaturgo Tirso de Molina, pertencente à Ordem das Mercês, foi afastado de Madri para Sevilha pela Junta de Reformación, residindo neste convento.
O Convento das Mercês foi expropriado em 1835 pelas desamortizações de Mendizábal, o que significou a exclaustração definitiva e a perda do convento.
O museu foi criado, finalmente, por Ordem Real em 16 de setembro de 1835 como o "Museu de Pinturas". Em 1839 foi escolhido, entre vários edifícios conventuais desocupados, o das Mercês, a atual sede, que foi oficialmente inaugurada em 1841.